# Kajak-kenu az 1992. évi nyári olimpiai játékokon
Az 1992. évi nyári olimpiai játékokon a kajak-kenuban tizenhat versenyszámban osztottak érmeket.

## Eseménynaptár
| E | Előfutamok | V | Vigaszág | ½ | Elődöntők | D | Döntő |

| Verseny↓/Dátum → | 3 | 3 | 4 | 4 | 5 | 6 | 7 | 8 |
| ---------------- | - | - | - | - | - | - | - | - |
| Férfi C-1 500 m  | E | V |   |   | ½ |   | D |   |
| Férfi C-1 1000 m |   |   | E | V |   | ½ |   | D |
| Férfi C-2 500 m  | E | E |   |   | ½ |   | D |   |
| Férfi C-2 1000 m |   |   | E | E |   | ½ |   | D |
| Férfi K-1 500 m  | E | V |   |   | ½ |   | D |   |
| Férfi K-1 1000 m |   |   | E | V |   | ½ |   | D |
| Férfi K-2 500 m  | E | V |   |   | ½ |   | D |   |
| Férfi K-2 1000 m |   |   | E | V |   | ½ |   | D |
| Férfi K-4 1000 m |   |   | E | E |   | ½ |   | D |
| Női K-1 500 m    | E | E |   |   | ½ |   | D |   |
| Női K-2 500 m    | E | E |   |   | ½ |   | D |   |
| Női K-4 500 m    |   |   | E | E |   | ½ |   | D |

| Verseny↓/Dátum → | 1 | 2 |
| ---------------- | - | - |
| Férfi C-1        | D |   |
| Férfi C-2        |   | D |
| Férfi K-1        |   | D |
| Női K-1          | D |   |

## Éremtáblázat
(Magyarország sportolói eltérő háttérszínnel, az egyes számoszlopok legmagasabb értéke vagy értékei vastagítással kiemelve.)
| Az 1992. évi nyári olimpiai játékok éremtáblázata kajak-kenuban | Az 1992. évi nyári olimpiai játékok éremtáblázata kajak-kenuban | Az 1992. évi nyári olimpiai játékok éremtáblázata kajak-kenuban | Az 1992. évi nyári olimpiai játékok éremtáblázata kajak-kenuban | Az 1992. évi nyári olimpiai játékok éremtáblázata kajak-kenuban | Olimpia  |
| --------------------------------------------------------------- | --------------------------------------------------------------- | --------------------------------------------------------------- | --------------------------------------------------------------- | --------------------------------------------------------------- | -------- |
|                                                                 | Ország                                                          | Arany                                                           | Ezüst                                                           | Bronz                                                           | Összesen |
| 1.                                                              | Németország (GER)                                               | 7                                                               | 2                                                               | 2                                                               | 11       |
| 2.                                                              | Bulgária (BUL)                                                  | 2                                                               | 0                                                               | 1                                                               | 3        |
| 3.                                                              | Magyarország (HUN)                                              | 1                                                               | 3                                                               | 2                                                               | 6        |
| 4.                                                              | Ausztrália (AUS)                                                | 1                                                               | 1                                                               | 1                                                               | 3        |
| 5.                                                              | Csehszlovákia (TCH)                                             | 1                                                               | 1                                                               | 0                                                               | 2        |
| 5.                                                              | Egyesített Csapat (EUN)                                         | 1                                                               | 1                                                               | 0                                                               | 2        |
| 7.                                                              | Egyesült Államok (USA)                                          | 1                                                               | 0                                                               | 2                                                               | 3        |
| 8.                                                              | Olaszország (ITA)                                               | 1                                                               | 0                                                               | 1                                                               | 2        |
| 9.                                                              | Finnország (FIN)                                                | 1                                                               | 0                                                               | 0                                                               | 1        |
|                                                                 |                                                                 |                                                                 |                                                                 |                                                                 |          |
| 10.                                                             | Svédország (SWE)                                                | 0                                                               | 2                                                               | 1                                                               | 3        |
| 11.                                                             | Franciaország (FRA)                                             | 0                                                               | 1                                                               | 3                                                               | 4        |
| 12.                                                             | Lengyelország (POL)                                             | 0                                                               | 1                                                               | 2                                                               | 3        |
| 13.                                                             | Norvégia (NOR)                                                  | 0                                                               | 1                                                               | 1                                                               | 2        |
| 14.                                                             | Dánia (DEN)                                                     | 0                                                               | 1                                                               | 0                                                               | 1        |
| 14.                                                             | Lettország (LAT)                                                | 0                                                               | 1                                                               | 0                                                               | 1        |
| 14.                                                             | Nagy-Britannia (GBR)                                            | 0                                                               | 1                                                               | 0                                                               | 1        |
|                                                                 |                                                                 |                                                                 |                                                                 |                                                                 |          |
| Összesen                                                        | Összesen                                                        | 16                                                              | 16                                                              | 16                                                              | 48       |

## Érmesek

### Síkvízi számok

#### Férfiak
| Az 1992. évi nyári olimpiai játékok érmesei férfi kajak-kenuban |                                                                                      |                                                                                   |                                                                               |
| Versenyszám                                                     | Arany                                                                                | Ezüst                                                                             | Bronz                                                                         |
| C-1 500 m                                                       | Nikolaj Buhalov · Bulgária (BUL)                                                     | Mihajlo Szlivinszkij · Egyesített Csapat (EUN)                                    | Olaf Heukrodt · Németország (GER)                                             |
| C-1 1000 m                                                      | Nikolaj Buhalov · Bulgária (BUL)                                                     | Ivans Klementjevs · Lettország (LAT)                                              | Zala György · Magyarország (HUN)                                              |
| C-2 500 m                                                       | Egyesített Csapat (EUN) · Alekszandr Maszejkov · Dimitrij Dovgalenkov                | Németország (GER) · Ulrich Papke · Ingo Spelly                                    | Bulgária (BUL) · Martin Marinov · Blagoveszt Sztojanov                        |
| C-2 1000 m                                                      | Németország (GER) · Ulrich Papke · Ingo Spelly                                       | Dánia (DEN) · Christian Frederiksen · Arne Nielsson                               | Franciaország (FRA) · Oliver Boivin · Didier Hoyer                            |
| K-1 500 m                                                       | Mikko Kolehmainen · Finnország (FIN)                                                 | Gyulay Zsolt · Magyarország (HUN)                                                 | Knut Holmann · Norvégia (NOR)                                                 |
| K-1 1000 m                                                      | Clint Robinson · Ausztrália (AUS)                                                    | Knut Holmann · Norvégia (NOR)                                                     | Greg Barton · Egyesült Államok (USA)                                          |
| K-2 500 m                                                       | Németország (GER) · Kay Blum · Torsten Gutsche                                       | Lengyelország (POL) · Marciej Freimut · Wojciech Krupiewski                       | Olaszország (ITA) · Bruno Dreossi · Antonio Rossi                             |
| K-2 1000 m                                                      | Németország (GER) · Kay Blum · Torsten Gutsche                                       | Svédország (SWE) · Gunnar Olsson · Karl Sundqvist                                 | Lengyelország (POL) · Darisz Bialkowski · Grzegorz Kotowicz                   |
| K-4 1000 m                                                      | Németország (GER) · Thomas Reineck · Mario von Appen · Oliver Kegel · André Wohllebe | Magyarország (HUN) · Ábrahám Attila · Csipes Ferenc · Fidel László · Gyulay Zsolt | Ausztrália (AUS) · Ramon Andersson · Kelvin Graham · Ian Rowling · Steve Wood |

#### Nők
| Az 1992. évi nyári olimpiai játékok érmesei női kajak-kenuban |                                                                               |                                                                                                |                                                                                        |
| Versenyszám                                                   | Arany                                                                         | Ezüst                                                                                          | Bronz                                                                                  |
| K-1 500 m                                                     | Birgit Fischer-Schmidt · Németország (GER)                                    | Kőbán Rita · Magyarország (HUN)                                                                | Izabela Dylewska · Lengyelország (POL)                                                 |
| K-2 500 m                                                     | Németország (GER) · Ramona Portwich · Anke Nothnagel                          | Svédország (SWE) · Agneta Andersson · Susanne Gunnarsson                                       | Magyarország (HUN) · Dónusz Éva · Kőbán Rita                                           |
| K-4 500 m                                                     | Magyarország (HUN) · Czigány Kinga · Dónusz Éva · Kőbán Rita · Mészáros Erika | Németország (GER) · Katrin Borchert · Ramona Portwich · Birgit Fischer-Schmidt · Anke von Seck | Svédország (SWE) · Susanne Rosenqvist · Anna Olsson · Maria Haglund · Agneta Andersson |

### Vadvízi (szlalom) számok
| Az 1992. évi nyári olimpiai játékok érmesei szlalom kajak-kenuban |                                                         |                                                   |                                                        |
| Versenyszám                                                       | Arany                                                   | Ezüst                                             | Bronz                                                  |
| Férfi K-1                                                         | Pierpaolo Ferrazzi · Olaszország (ITA)                  | Sylvain Curinier · Franciaország (FRA)            | Jochen Lettmann · Németország (GER)                    |
| Férfi C-1                                                         | Lukáš Pollert · Csehszlovákia (TCH)                     | Gareth Marriott · Nagy-Britannia (GBR)            | Jecky Avrill · Franciaország (FRA)                     |
| Férfi C-2                                                         | Egyesült Államok (USA) · Scott Strausbaugh · Joe Jacobi | Csehszlovákia (TCH) · Miroslav Šimek · Jiří Rohan | Franciaország (FRA) · Franck Adisson · Wilfrid Forgues |
| Női K-1                                                           | Elisabeth Micheler-Jones · Németország (GER)            | Danielle Woodward · Ausztrália (AUS)              | Dana Chladek · Egyesült Államok (USA)                  |